# Franco Balbis
Franco Balbis (Torino, 16 ottobre 1911 – Torino, 5 aprile 1944) è stato un militare e partigiano italiano, Capitano di artiglieria pluridecorato nel corso della seconda guerra mondiale, dopo la firma dell'armistizio dell'8 settembre 1943 entrò a far parte della resistenza. Catturato da membri della Federazione dei Fasci Repubblicani fu poi fucilato presso il Poligono Nazionale del Martinetto. Insignito dapprima di Medaglia d'argento al valor militare, quest'ultima fu poi trasformata in Medaglia d'oro alla memoria.

## Biografia
Nacque a Torino il 16 ottobre 1911, figlio di Fausto (1876-1964) ed Ermelinda Garrone (1879-1945), entrambi insegnanti. Tra il 1924 e il 1930 frequentò l'istituto dei Salesiani ad Alassio e poi il Liceo ginnasio Andrea D'Oria a Genova. Nel corso del 1930 si arruolò alla Regia Accademia di Artiglieria e Genio di Torino per seguirne il corso ufficiali, e poi tra il 1933 e il 1935 la Scuola di applicazione, venendo quindi assegnato all’8º Reggimento artiglieria Pasubio di stanza a Verona. Promosso capitano nel 1939 venne ammesso alla Scuola Superiore di guerra di Torino, e quindi assegnato al servizio di Stato maggiore nel 1941.
Partì come volontario per la guerra in Nord Africa, in forza alla 17ª Divisione fanteria "Pavia", e combatté il 4 dicembre 1941 ad Ain el Gazala e il 9 novembre 1942 nel corso della battaglia di El Alamein, al termine della quale fu assegnato alla 101ª Divisione motorizzata "Trieste".
Rientrato in Italia dall’Africa settentrionale nel marzo 1943, decorato con due Medaglie di bronzo al valor militare, e con la Croce di Ferro di 1ª classe consegnatagli dal generale Erwin Rommel, nel successivo mese di maggio venne trasferito nel teatro di guerra croato, a Cirquenizza, e dopo l'armistizio dell'8 settembre 1943 tornò a Torino unendosi ai partigiani del 1º Comitato militare regionale piemontese (CMRP) col nome di battaglia di "Francis", svolgendo compiti di collegamento e controspionaggio.
Il 31 marzo 1944 fu catturato da membri della Federazione dei Fasci Repubblicani nel Duomo di Torino, assieme ai compagni, mentre si teneva una riunione clandestina del CMRP.
Incarcerato e processato a Torino nei giorni 2 e 3 aprile, venne condannato a morte a seguito del suo rifiuto ad entrare nell'esercito della Repubblica sociale e fucilato il 5 aprile nel Poligono Nazionale del Martinetto di Torino da un plotone della Guardia Nazionale Repubblicana. Per il coraggio dimostrato in questo frangente gli fu conferita dapprima la Medaglia d'argento, successivamente commutata in Medaglia d'oro al valor militare alla memoria.
Insieme a lui furono uccisi: Quinto Bevilacqua, Giulio Biglieri, Paolo Braccini, Errico Giachino, Eusebio Giambone, Massimo Montano e il generale Giuseppe Perotti.
Le spoglie del capitano Balbis riposano nella tomba di famiglia, nel cimitero di Cavoretto.

### Riconoscimenti e dediche
- Gli è stato intitolato l'Istituto Professionale Statale per Fotografi e Disegnatori Pubblicitari di Torino.
- A Franco Balbis è dedicato il ponte sul fiume Po a Torino tra corso Bramante e piazza Muzio Scevola.
- La Caserma di Polizia di Stato di Torino, in corso Valdocco gli è intitolata.
- A lui e alla madre Ermelinda Garrone è stata intitolata la scuola elementare del quartiere Cavoretto a Torino.